# Liste der Naturdenkmale in Lugau
Die Liste der Naturdenkmale in Lugau nennt die Naturdenkmale in Lugau im sächsischen Erzgebirgskreis.

## Definition
„Naturdenkmäler sind rechtsverbindlich festgesetzte Einzelschöpfungen der Natur oder entsprechende Flächen bis zu fünf Hektar, deren besonderer Schutz erforderlich ist
1. aus wissenschaftlichen, naturgeschichtlichen oder landeskundlichen Gründen oder
2. wegen ihrer Seltenheit, Eigenart oder Schönheit.“

„§ 18 – Naturdenkmäler – (zu § 28 BNatSchG)
(1) Die Erklärung nach § 22 Abs. 1 BNatSchG von Teilen von Natur und Landschaft als Naturdenkmal erfolgt durch Rechtsverordnung oder Einzelanordnung.
(2) Über § 28 Abs. 1 BNatSchG hinaus können Naturdenkmäler zur Sicherung von Lebensgemeinschaften oder Lebensstätten von im Bestand gefährdeten oder streng geschützten Arten festgesetzt werden.“

## Liste
Link zu einem Kartenansichtstool, um Koordinaten zu setzen.
| Bild                          | Bezeichnung           | Lage                                                 | Beschreibung         | Datum                                                                                                  | Nummer     |
| ----------------------------- | --------------------- | ---------------------------------------------------- | -------------------- | --- | ---------- |
| mehr Fotos \| Fotos hochladen | Brettschneider-Teiche | Erlbach (50° 45′ 31,2″ N, 12° 44′ 22,5″ O)           | Fläche: ca. 13882 m² | Verordnung des Landratsamtes Stollberg als untere Naturschutzbehörde vom 26.07.1993, SächsGVBl. S. 795 | 364.23-156 |
| mehr Fotos \| Fotos hochladen | Froschteiche Teil I   | Kirchberg (50° 44′ 56″ N, 12° 46′ 31,2″ O)           | Fläche: ca. 57751 m² | Verordnung des Landratsamtes Stollberg vom 18.12.1996                                                  | 364.23-157 |
| mehr Fotos \| Fotos hochladen | Froschteiche Teil II  | Kirchberg (50° 44′ 54,7″ N, 12° 46′ 6,2″ O)          | Fläche: ca. 30391 m² | Verordnung des Landratsamtes Stollberg vom 18.12.1996                                                  | 364.23-158 |
| mehr Fotos \| Fotos hochladen | Vogelteich            | Erlbach-Kirchberg (50° 45′ 18,1″ N, 12° 43′ 40,3″ O) | Fläche: ca. 19923 m² | Verordnung des Landratsamtes Stollberg vom 18.12.1996                                                  | 364.23-159 |
| BW                            | Am Stumpf             | Ursprung (50° 47′ 7,9″ N, 12° 47′ 7,8″ O)            | Fläche: ca. 39998 m² | Verordnung des Landkreises Stollberg vom 18.03.1998                                                    | 364.23-160 |
| BW                            | Teichkette Ursprung   | Ursprung (50° 47′ 12,2″ N, 12° 46′ 38,1″ O)          | Fläche: ca. 23089 m² | Verordnung des Landkreises Stollberg vom 18.03.1998                                                    | 364.23-161 |